# Ali Shabanau
Ali Shabanau, también transliterado como Ali Shabanov –en bielorruso, Алі Шабанаў; en ruso, Али Шабанов– (Kiziliurt, 25 de agosto de 1989) es un deportista bielorruso que compite en lucha libre.
Ganó cuatro medallas en el Campeonato Mundial de Lucha entre los años 2013 y 2018, y dos medallas de bronce en el Campeonato Europeo de Lucha, en los años 2019 y 2021. En los Juegos Europeos de Minsk 2019 obtuvo una medalla de plata en la categoría de 86 kg.

## Palmarés internacional
| Campeonato Mundial | Campeonato Mundial   | Campeonato Mundial | Campeonato Mundial |
| Año                | Lugar                | Medalla            | Categoría          |
| ------------------ | -------------------- | ------------------ | ------------------ |
| 2013               | Budapest (Hungría)   | Medalla de bronce  | 74 kg              |
| 2014               | Taskent (Uzbekistán) | Medalla de bronce  | 70 kg              |
| 2017               | París (Francia)      | Medalla de bronce  | 74 kg              |
| 2018               | Budapest (Hungría)   | Medalla de bronce  | 79 kg              |
| Juegos Europeos    |                      |                    |                    |
| Año                | Lugar                | Medalla            | Categoría          |
| 2019               | Minsk (Bielorrusia)  | Medalla de plata   | 86 kg              |
| Campeonato Europeo |                      |                    |                    |
| Año                | Lugar                | Medalla            | Categoría          |
| 2019               | Bucarest (Rumania)   | Medalla de bronce  | 86 kg              |
| 2021               | Varsovia (Polonia)   | Medalla de bronce  | 86 kg              |